# Kaskelen
Kaskelen (en kazakh : Қаскелең, en russe : Каскелен) est une localité de l’oblys d'Almaty au Kazakhstan. Elle est le chef-lieu du district de Karasaï. Fondée en 1880, la commune a obtenu le statut de ville en 1963.
Kaskelen est le chef-lieu du district de Karasaï.

## Histoire
Relai postal dès 1857, la localité accueille 40 précurseurs cosaques. En 1859, c’est 143 familles de Cosaques de l’Altaï que l’on retrouve au relai, bientôt (1861) suivies de 12 fermiers.

La petite église du village a été construite à cette époque grâce à la contribution personnelle de Fominichny Kolpakovskaya, épouse du gouverneur militaire.

## Démographie
Kaskelen a vu sa population croître à partir de 1989 pour atteindre 61 371 habitants en 2012.
| Année | Population |
| ----- | ---------- |
| 1959  | 13 897     |
| 1970  | 23 851     |
| 1979  | 26 850     |
| 1989  | 30 870     |
| 1999  | 37 221     |
| 2009  | 58 418     |
| 2012  | 61 371     |